# Floris Jespers
Pour les articles homonymes, voir Floris et Jespers.
Floris Égide Émile Jespers, né à Borgerhout le 18 mars 1889 et mort à Anvers le 16 avril 1965, est un peintre avant-gardiste, graveur et sculpteur belge néerlandophone. Il réalisa également des décors de théâtre, des cartons de tapisserie, ainsi que des peintures murales.

## Biographie
Floris Jespers est élève à l'académie d'Anvers, puis à l'Institut supérieur des beaux-arts d'Anvers. Il achève sa formation chez Franz Courtens. Il est également violoncelliste et se produit dans des théâtres et des music-halls afin de gagner sa vie.
Floris Jespers est un peintre mariniste, paysagiste et de natures mortes. Influencé par Rik Wouters, ses premiers paysages, vers 1917, sont peints dans la mouvance impressionniste mais il réagit contre ce courant artistique et participe à l'avant-garde anversoise en compagnie de Jozef Peeters, du poète Paul van Ostaijen, de Jos Léonard, de Paul Joostens et de son frère Oscar. Ensemble, ils fondent la confrérie De bond zonder gezegeld papier, en français, La fédération sans papier timbré. Après une brève période fauve, il s'essaie au cubisme, au constructivisme, à l'expressionnisme et à la peinture figurative. Durant la Seconde Guerre mondiale, l'occupant imposa le retrait de ses œuvres d'une exposition intitulée les « Constructeurs ».
Trois séjours au Congo entre 1951 et 1957 lui permettent de renouveler sa thématique, il réalise de manière synthétique de longues théories d'Africaines et y réalise des sculptures de noirs à l'aide de tiges de fer et de loques. Il demeurait dans la ville de Kamina, où son fils Mark travaillait comme médecin.
Floris Jespers s'oriente par après, et ce jusqu'à son décès, vers la peinture sous verre et représente essentiellement des figures de clown.
Il a également contribué aux publications Ça Ira, Le Centaure et Sélection et s'est lié d'amitié avec Jean Metzinger et Albert Gleizes quand ils ont publié Du Cubisme en 1913.

## Liens familiaux
Son père Émile et son frère Oscar étaient sculpteurs.

## Œuvres
- Une grande peinture pour le Palais de justice de Luluabourg, actuellement Kananga

- Une grande composition murale pour la Palais du Congo à l'Expo 58 de Bruxelles

Ses œuvres sont exposées dans les musées suivants :
- Musée royal des beaux-arts d'Anvers
- Musée Alice et David van Buuren à Bruxelles
- Musée des Beaux-Arts de Mons
- Musées royaux des beaux-arts de Belgique à Bruxelles
- Musée des beaux-arts de Gand
- Stadsmuseum à Lierre
- Kunstmuseum aan zee à Ostende
- Musée René Magritte - Musée d'Art Abstrait, Bruxelles (Jette)

## Expositions
- 1921 : exposition du groupe hollandais De Branding avec Kurt Schwitters et Fokko Mees (nl) (première exposition à l'étranger)
- 1944 : Palais des Beaux-Arts, Bruxelles.
- 1989 : Musée d'Art moderne, Bruxelles.
- Printemps 2005 : Musée d'Art moderne (PMMK) d'Ostende[3].